# Lander (Wyoming)
Pour les articles homonymes, voir Lander.
Lander est une cité du comté de Fremont (dont elle est le siège) située dans le centre de l'État américain du Wyoming. En 2010, la population s'élevait à 7 487 personnes. La cité tire son nom de l'explorateur Frederick W. Lander.
Lander est située à la frontière méridionale de la Réserve indienne de Wind River et à l'est de la Forêt nationale de Shoshone. Sa superficie totale est de 12,1 km².
Le film " Wind River " Réalisateur : Taylor Sheridan avec Jeremy Renner se passe à Lander et dans ses alentours.
https://www.allocine.fr/film/fichefilm_gen_cfilm=244382.html

## Source
- (en) Cet article est partiellement ou en totalité issu de l’article de Wikipédia en anglais intitulé « Lander, Wyoming » (voir la liste des auteurs).